# Persone di nome Ibrahim/Calciatori
| Questa pagina contiene informazioni ricavate automaticamente dalle voci biografiche con l'ausilio del template Bio e di un bot. L'aggiornamento è periodico e automatico e ricostruisce completamente la pagina. Se manca una persona in questa lista, sei pregato di non aggiungerla, ma accertati piuttosto che la sua voce biografica contenga il template Bio e che i dati anagrafici siano correttamente compilati. Se il template Bio manca, inseriscilo tu stesso o, in alternativa, metti l'avviso {{tmp\|Bio}} che ne segnala la mancanza. Se i dati riportati sono sbagliati, correggi direttamente la voce biografica; le modifiche saranno visibili in questa lista entro pochi giorni. Per chiarimenti vedi il progetto antroponimi. La lista contiene solo le 88 persone che sono citate nell'enciclopedia e per le quali è stato implementato correttamente il template Bio. Pagina aggiornata al 22 lug 2025. |

Questa è una lista di persone presenti nell'enciclopedia che hanno il nome Ibrahim e sono calciatori.

## A(16)
- Ibrahim Abubakar, calciatore nigeriano (n. 1994)
- Ibrahim Adel, calciatore egiziano (Port Said, n. 2001)
- Ibrahim Al-Ghanim, calciatore qatariota (n. 1983)
- Ibrahim Al-Harbi, ex calciatore saudita (Riad, n. 1975)
- Ibrahim Al-Hassan, calciatore qatariota (n. 2005)
- Ibrahim Al-Helwah, ex calciatore saudita (n. 1972)
- Ibrahim Al-Mukhaini, calciatore omanita (Sur, n. 1997)
- Ibrahim Al-Shahrani, ex calciatore saudita (Abha, n. 1974)
- Ibrahim Al-Shokia, ex calciatore saudita (n. 1975)
- Ibrahim Aliyu, calciatore nigeriano (Kano, n. 2002)
- Ibrahim Alma, calciatore siriano (Homs, n. 1991)
- Ibrahim Amada, calciatore malgascio (Antananarivo, n. 1990)
- Ibrahim Amadou, calciatore francese (Douala, n. 1993)
- Ibrahim Aoudou, calciatore camerunese (Mbalmayo, n. 1955 - Mbalmayo, † 2022)
- Ibrahim Arifović, ex calciatore serbo (Novi Pazar, n. 1990)
- Ibrahim Ayew, calciatore ghanese (Tamale, n. 1988)

## B(5)
- Teteh Bangura, ex calciatore sierraleonese (Freetown, n. 1989)
- Ibrahim Bayesh, calciatore iracheno (n. 2000)
- Ibrahim Bëjte, ex calciatore albanese (Lushnjë, n. 1989)
- Ibrahim Biogradlić, calciatore jugoslavo (Sarajevo, n. 1931 - Sarajevo, † 2015)
- Ibrahim Buhari, calciatore nigeriano (n. 2001)

## C(3)
- Ibrahim Cissoko, calciatore olandese (Nimega, n. 2003)
- Ibrahim Cissé, calciatore francese (Parigi, n. 1996)
- Ibrahim Conteh, ex calciatore sierraleonese (Freetown, n. 1996)

## D(8)
- Ibrahim Diabate, calciatore ivoriano (Bouaké, n. 1999)
- Ibrahim Diakité, calciatore francese (Compiègne, n. 2003)
- Ibrahim Diaky, ex calciatore ivoriano (Abidjan, n. 1982)
- Ibrahim Diallo, ex calciatore maliano (Sikasso, n. 1996)
- Ibrahim Keïta, calciatore francese (Vernon, n. 1996)
- Ibrahim Dossey, calciatore ghanese (Accra, n. 1972 - Bucarest, † 2008)
- Ibrahim Drešević, calciatore svedese (Fuxerna, n. 1997)
- Ibrahim Duro, ex calciatore bosniaco (Solakova Kula, n. 1970)

## E(2)
- Ibrahim El Kadiri, calciatore olandese (Amsterdam, n. 2002)
- Ibrahim El-Masry, ex calciatore egiziano (Porto Said, n. 1971)

## F(1)
- Ibrahim Fazeel, ex calciatore maldiviano (Male, n. 1980)

## G(2)
- Ibrahim Ghaleb, calciatore saudita (Ras Tanura, n. 1990)
- Ibrahim Gnanou, ex calciatore burkinabé (Ouagadougou, n. 1986)

## H(4)
- Ahmed Halim, calciatore egiziano (n. 1910)
- Sharli Hamidu, calciatore egiziano (Alessandria d'Egitto, n. 1907 - † 2003)
- Ibrahim Hassan, ex calciatore egiziano (Il Cairo, n. 1966)
- Ibrahim Hazzazi, ex calciatore saudita (Gedda, n. 1984)

## I(2)
- Ibrahim Imoro, calciatore ghanese (n. 1999)
- Ibrahim Iyad, calciatore francese (Marsiglia, n. 1987)

## J(1)
- Ibrahim Juma, ex calciatore ugandese (Kampala, n. 1983)

## K(7)
- Ibrahim Kane, calciatore maliano (n. 2000)
- Ibrahim Kargbo Jr., calciatore belga (Freetown, n. 2000)
- Ibrahim Kargbo, ex calciatore sierraleonese (Freetown, n. 1982)
- Ibrahim Kasule, calciatore ugandese (Buikwe, n. 2004)
- Ibrahim Koné, calciatore ivoriano (Abidjan, n. 1989)
- Ibrahim Koné, calciatore ivoriano (n. 1995)
- Ibrahim Koroma, ex calciatore sierraleonese (Freetown, n. 1989)

## M(12)
- Ibrahim Madi, calciatore francese (Marsiglia, n. 1998)
- Ibrahim Mahnashi, calciatore saudita (n. 1999)
- Ibrahim Mahudhee, calciatore maldiviano (n. 1993)
- Ibrahim Majid, calciatore kuwaitiano (Al Kuwait, n. 1990)
- Ibrahim Maza, calciatore tedesco (Berlino, n. 2005)
- Ibrahim Mbaye, calciatore francese (Trappes, n. 2008)
- Ibrahim Meer, ex calciatore emiratino (n. 1967)
- Ibrahim Mensah, ex calciatore ghanese (Accra, n. 1995)
- Ibrahim Moro, calciatore ghanese (Accra, n. 1993)
- Ibrahim Mouchili, calciatore camerunese (Yaoundé, n. 1998)
- Ibrahim Mounkoro, calciatore maliano (Bamako, n. 1990)
- Ibrahim Mustapha, calciatore ghanese (Tamale, n. 2000)

## O(3)
- Ibrahim Obayomi, calciatore nigeriano (Lagos, n. 1992)
- Ibrahim Ogoulola, calciatore beninese (Cotonou, n. 2000)
- Ibrahim Osman, calciatore ghanese (Accra, n. 2004)

## R(2)
- Ibrahim Rachidi, ex calciatore comoriano (Marsiglia, n. 1980)
- Ibrahim Abdul Razak, ex calciatore ghanese (Accra, n. 1983)

## S(10)
- Ibrahim Sabra, calciatore giordano (Amman, n. 2006)
- Ibrahim Sadiq, calciatore ghanese (Accra, n. 2000)
- Ibrahim Said, calciatore nigeriano (n. 2002)
- Ibrahim Salah, calciatore egiziano (Mansura, n. 1987)
- Ibrahim Salah, calciatore belga (Saint-Josse-ten-Noode, n. 2001)
- Ibrahim Sangaré, calciatore ivoriano (Abidjan, n. 1997)
- Ibrahim Sissoko, calciatore ivoriano (Abidjan, n. 1991)
- Ibrahim Sissoko, calciatore maliano (Créteil, n. 1995)
- Ibrahim Somé Salombo, calciatore congolese (Repubblica Democratica del Congo) (Kinshasa, n. 1988)
- Ibrahim Sulemana, calciatore ghanese (Sunyani, n. 2003)

## T(6)
- Ibrahim Tall, ex calciatore francese (Aubervilliers, n. 1981)
- Ibrahim Tankary, ex calciatore nigerino (Niamey, n. 1972)
- Ibrahim Tanko, calciatore ghanese (Accra, n. 1999)
- Blati Touré, calciatore burkinabé (Bouaké, n. 1994)
- Ibrahim El Hadji Touré, ex calciatore senegalese (Senegal, n. 1983)
- Ibrahim Traoré, calciatore ivoriano (Abidjan, n. 1988)

## W(2)
- Ibrahim Walidjo, ex calciatore camerunese (Yaoundé, n. 1989)
- Ibrahim Aden Warsama, calciatore gibutiano (Gibuti, n. 1998)

## Z(1)
- Ibrahim Zubairu, calciatore ghanese (Kumasi, n. 2004)

## Š(1)
- Ibrahim Šehić, calciatore bosniaco (Rogatica, n. 1988)